# Neue Deutsche Härte
La Neue Deutsche Härte [ˈnɔɪ̯ə ˈdɔɪ̯t͡ʃə ˈhɛʁtə] (littéralement : « nouvelle dureté allemande »), également connue sous le terme de « dance metal » (Tanzmetall), est un sous-genre musical apparu dans les années 1990 sur la scène rock allemande.

## Caractéristiques
Le terme définit un style crossover influencé par le rock allemand, le metal alternatif et le groove metal mêlés avec des éléments d'electronica et de techno. Les paroles sont généralement en allemand. Le genre utilise les mêmes instruments que la musique metal : guitare électrique, guitare basse, batterie et chants, accompagnés de claviers, de synthétiseurs et d'échantillons sonores.
Les chants sont également profonds, graves et clairs. Certains groupes utilisent le screaming ou les grunts, également communs, entendus dans certaines chansons de Oomph!, Rammstein, Stahlhammer, Samsas Traum, Schweisser, Megaherz et Hanzel und Gretyl. L'imagerie NDH est souvent fortement masculine et parfois militaire, selon les groupes et chansons.

## Histoire

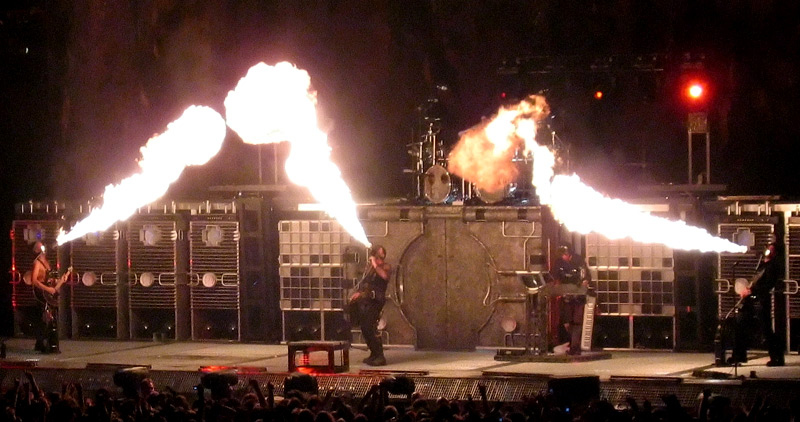
Rammstein, Globe Arena, Stockholm (Suède) le 18 novembre 2004.

Le terme est initialement utilisé par la presse allemande pour définir le premier album de Rammstein, Herzeleid (1995), ; cependant, les rudiments du style sont posés par le groupe Oomph! dans leur second album, Sperm (1994). À cette période, Oomph! s'inspire principalement de groupes de groove metal comme Prong, Pantera et Sepultura. Rammstein, qui en retour s'inspire fortement de la musique de Oomph! et de Laibach, est le groupe à succès le plus populaire du style. D'autres groupes, comme Megaherz, Dementi et Tanzwut, fondés dans la deuxième moitié des années 1990, sont à cette époque des représentants significatifs du genre.
La Neue Deutsche Härte est spécifiquement populaire en Europe continentale ; Rammstein dénombre plus de quatre millions d'albums vendus en Allemagne, alors qu'ils accumulent les disques d'or et de platine en Suède, en Autriche, en Belgique, aux Pays-Bas, en Suisse, au Danemark, en Norvège, en Pologne, en Finlande et en République tchèque.
Le single Augen Auf! d'Oomph! (2004) est certifié disque d'or en Autriche et en Allemagne,. Eisbrecher et son album homonyme publié en 2004 atteignent la 13e place du classement Deutschen Alternative Top 20, et leur second album (Antikörper) atteint la 85e position des classements,. D'autres groupes de NDH apparaissent : Stahlhammer, Stahlmann, Fleischmann, etc.
En 2017, la société TMS et Mario Thomas initient un festival plus particulièrement tourné vers la Neue Deutsche Härte, nommé « NDH — Nacht der Helden » (Nuit des héros), qui a lieu chaque année en hiver à la Turbinenhalle à Oberhausen. En décembre 2018, le festival s'étend à la ville de Hanovre : au centre des expositions Capitol se produisent Heldmaschine, Stahlmann, Maerzfeld et apRon. En 2019, le festival a lieu également l'été à la forteresse d'Ehrenbreitstein : le 24 août 2019, il réunit Heldmaschine, le musicien Joachim Witt, Unzucht, Tanzwut et Maerzfeld. Le 27 décembre au Capitol et le 29 décembre 2019 à la Turbinenhalle se produisent Heldmaschine, Faelder, Erdling et Hemesath[réf. nécessaire].